# Квебекская консерватория
Квебекская консерватория музыки и драматического искусства (фр. Conservatoire de musique et d'art dramatique de Québec) — канадское среднее специальное и высшее учебное заведение, занимающееся подготовкой профессиональных музыкантов, певцов, композиторов и актёров. Основана в 1942 году, к XXI веку в структуру входят 9 отделений в семи городах Квебека — 7 музыкальных и 2 театральных консерватории. Преподавательский штат около 220 человек, количество учащихся около 900 человек (2023/2024 учебный год).

## История
Первые попытки создания финансируемой государством консерватории в провинции Квебек относятся еще к 1870-м годам, когда с этой инициативой выступил композитор Каликса Лавалле. Тем не менее только в начале 1940-х годов, после публикации доклада Клода Шампаня о состоянии преподавания музыки в провинции, решение об основании такой консерватории было принято. 29 мая 1942 года Законодательное собрание Квебека приняло Закон о консерватории (фр. Loi du conservatoire), создававший первое в Северной Америке учреждение высшего музыкального образования, полностью финансируемое государством. Первый бюджет консерватории составил 30 тысяч долларов.
Консерватория, построенная на тех же принципах, что и подобные образовательные учреждения в Европе, начала работу в Монреале в январе 1943 года; спустя год открылось отделение в городе Квебек, а с 1964 по 1973 год начали работу музыкальные отделения ещё в пяти городах провинции. В 1963—1964 годах в трёх городах также открылись школы предконсерваторской подготовки. Театральные отделения открылись в Монреале в 1954 и в Квебеке в 1958 году. Первым директором Квебекской консерватории стал Вильфрид Пеллетье, возглавлявший также монреальское отделение до 1961 и отделение в городе Квебек до 1946 года. Руководителями отделений были также другие известные музыкальные деятели Квебека и Канады — Анри Ганьон (Квебек, 1946—1961), Рауль Жобен (Квебек, 1961—1970), Клермон Пепен (Монреаль, 1967—1973), Раймон Давлюй (Труа-Ривьер в 1970—1974 и Монреаль в 1974—1978), Пьер Бурк (Шикутими, 1972—1973), Армандо Сантьяго (Труа-Ривьер с 1974 и Квебек в 1978—1985), Жозефта Дюфрен (Халл, 1980—1984). Пост генерального директора после Пеллетье занимали Ролан Ледюк, Виктор Бушар (1967—1971 и 1978—1980), Жан Валлеран (1971—1978). С 1961 года введены полные ставки преподавателей.
В 1950-е годы сформирован симфонический оркестр консерватории, включающий около 50 музыкантов и базирующийся в Монреале. На его основе во второй половине 1980-х годов созданы камерный и духовой оркестры. В отделении Труа-Ривьер в 1970-е годы сформирован струнный оркестр.

## Структура
Квебекская консерватория является подразделением министерства культуры Квебека, подчиняющимся напрямую министру. В структуру организации входят 7 и 2 театральных отделения в разных городах провинции Квебек. Музыкальные консерватории расположены в Монреале, Квебек-Сити, Труа-Ривьер, Халле (ныне в составе Гатино), Шикутими (ныне в составе агломерации Сагеней), Валь-д’Ор и Римуски. Театральные отделения функционируют в Монреале и Квебек-Сити.
Руководство структурой с 2007 года осуществляет совет директоров, в который входят 5 представителей сообщества консерватории (администрации, преподавательского состава и студентов) и 10 независимых членов, назначаемых правительством Квебека. В 9 отделениях консерватории преподают в общей сложности около 220 человек, число учащихся составляет в 2023/2024 учебном году около 900 человек.